# Comuna Janów Podlaski
Janów Podlaski este o comună (în poloneză: gmina) rurală în powiat Biała Podlaska, voievodatul Lublin, Polonia.
Comuna acoperă o suprafață de 135 km² și are, potrivit datelor din anul 2006, o populație de 5.553.